# Pier Paolo Pozzi
Pier Paolo Pozzi, né en 1964, est un musicien et compositeur italien, connu comme batteur de jazz.

## Biographie
De 1983 à 1986, Pier Paolo Pozzi étudie la technique, la lecture et l'improvisation à l'École populaire de musique du Testaccio à Rome avec Giovanna Marini, Martin Joseph, Francesco Marini, Danilo Terenzi et Giancarlo Gazzani. En 1986 et 1987, à Pérouse, il participe aux Clinics  organisées par le Berklee College of Music de Boston en étudiant avec Jimmy Cobb, Tommy Campbell, Edd Uribe, Gary Burton et en jouant avec le Berklee Big Band dirigé par Ted Pease au festival Umbria Jazz'87.
Pendant 10 ans, il évolue dans le jazz italien en s'exhibant entre autres avec Antonello Salis, Crystal White, Alex Britti, Danilo Terenzi, Maurizio Giammarco, Marcello Rosa, Donovan Mixon, Fabio Zeppetella, Ares Tavolazzi, Tony Scott.
Il possède aussi une expérience dans la musique classique grâce à sa participation à l’orchestre de chambre "La Paranza" avec lequel il a joué un vaste répertoire allant du classique (Offenbach, Cimarosa, Rossini, Pergolesi ...) jusqu’à la chanson napolitaine du XVIe siècle. Durant cette période, il joue entre autres au théâtre du colisée à Rome et au palais Farnèse (ambassade de France).
En 1993, il s'installe à Paris où il joue dans différentes formations en qualité de leader : Triorital (Giovanni Mirabassi, Gildas Boclé), PPP Quartet (Paolo Fresu, Fabio Zeppetella, Jean-Jacques Avenel), ou comme sideman avec notamment Daniel Mille, Jean-Jacques Avenel, Pierre de Bethmann, Michel Graillier, Jean-Loup Longnon, Richard Clemens, Jimmy Gourley, Denis Leloup, Barend Middelhoff, Olivier Ker Ourio, Paula West, Giovanni Mirabassi, Harold Singer, Ronnie Lynn Patterson, Joe Chindamo, Joshua Redman,Rémy Decormeille.
En mai 1998, il remplace Lewis Nash dans le trio de Tommy Flanagan avec Peter Washington, pour une série de concerts à l'Alliance Jazz Club à Paris.
Il se produit régulièrement à Paris, au Café Laurent, (ancien jazz club  historique, le Tabou) avec Pierre De Bethmann, Remy Decormeille, Christian Brenner, Francesco Bearzatti, Sylvain Beuf, Yoni Zelnik,Bruno Schorp, Gilles Naturel, et bien d'autres encore.

## Festivals
- Umbria Jazz 1987 (Italie)
- Berlin's 750 Years Fondation City Festival 1987 (Allemagne)
- Jazz à Juan, 1995 (France)
- Colmar, 1998 (France)
- Octobre Musical Carthage 1999 (Tunisie)
- Tabarka Jazz Festival 2003 (Tunisie)
- Jazz à Juan Révélations 2004 (France)
- Colmar, 2005 (France)

## Discographie sélective
- 2000 : Pier Paolo Pozzi Quartet : Greetings From.. - Paolo Fresu (tp), Fabio Zeppetella (g), Jean-Jacques Avenel (b) (Challenge Records)
- 2001 : Barend Middelhoff Quintet : City lines - Barend Middelhoff (ts), Denis Leloup (tb), Olivier Ker Ourio (harmonica), Stéphane Kerecki (b) (Challenge Records)
- 2001 : Gilda Solve : The best is yet to come - Gilda Solve (voc), Patrice Galas (p), Marc Fosset (g), Gus Nemeth (b) (black & Blue)
- 2002 : Rogerio Dentello : Aguas (Bird)
- 2004 : Patrice Galas : A Time for Jazz Trios - Patrice Galas (p), Gus Nemeth, Brian Hurley, Pierre-Yves Sorin, Éric Lagace (b), Beau Faw, Guy Hayat, Jacques Dompierre (Oreil Productions)
- 2011 : Pier Paolo Pozzi Quartet "Je volais je le jure" Tribute to Jacques Brel - Sébastien Jarrousse sax, Rémy Decormeille piano, Stefano Cantarano bass, Pier Paolo Pozzi drums  Alfamusic Productions Egea Distributions
- 2012 : Europa Jazz Quartet : Francesco Mascio (g), Stefano Preziosi (ts), Alessandro Del Signore (b), Pier Paolo Pozzi (d) (Zone di Musica, ZDM 1202)
- Castelli Jazz Collective plays Zawinul: Mario Corvini Arrangiamenti e direzione, guest Antonello Salis (fisarmonica), Giancarlo Ciminelli (tr) Claudio Corvini (tr) Tiziano Ruggeri (tp) Fabio Tullio (sax) Elvio Ghigliordini (sax, flute) Mario Corvino (tromb.) Roberto Schiano (tromb.) Andrea Gomellini (guit) Jacopo Ferrazza (bass), Pier Paolo Pozzi (drums)